# Kaposgyarmat
Kaposgyarmat là một thị trấn thuộc hạt Somogy, Hungary. Thị trấn này có diện tích 11,07 km², dân số năm 2010 là 102 người, mật độ 9 người/km².